# Северен морски бибан
Северните морски бибани (Sebastes borealis) са вид актиноптери от семейство Скорпенови (Scorpaenidae).
Таксонът е описан за пръв път от Владимир Барсуков през 1970 година.